# Shanghai tunnels
Secondo la leggenda popolare gli Shanghai Tunnels, meno comunemente conosciuti come la metropolitana di Portland, Oregon, sono una fitta rete di cunicoli di collegamento sotterranei.
L'estensione è impressionante: dalla riva del fiume Willamette è possibile raggiungere la 23rd Street, passando al di sotto della Città Vecchia, di Chinatown e dell'Union Station, percorrendo oltre cinque miglia al di sotto della città fino alla sezione centrale del centro di Portland e sono tutti collegati con gli alberghi e bar del centro fino al lungo mare. Sono stati costruiti per spostare merci dalle navi attraccate sul Willamette alle aree di deposito al piano interrato, che ha permesso alle aziende di evitare il traffico dei treni per le strade per spostare le merci.
Si dice che i primi tunnel furono scavati per favorire le operazioni commerciali fra i magazzini. Ma quando all'inizio del diciannovesimo secolo la carenza di manodopera rese difficoltoso completare gli equipaggi in partenza per Shanghai e altre mete, i tunnel divennero teatro di un sordido traffico umano. Giovani marinai, soldati, agricoltori, immigrati cinesi e altri frequentatori dei numerosi bar e bordelli della zona sparivano attraverso botole segrete. Tutti i locali ne erano dotati: i pub più grandi potevano averne anche dodici.
Una volta nei sotterranei gli uomini venivano stipati in stanze piccolissime; prima che si riprendessero dai fumi dell'alcool (o dalle botte in testa), venivano loro tolte le scarpe: i percorsi di uscita erano cosparsi di cocci di vetro, in modo che per un fuggitivo fosse impossibile muoversi rapidamente e senza lasciare tracce.